# Július Ďuriš
Július Ďuriš (9. března 1904 Rovňany – 18. února 1986 Praha) byl slovenský a československý politik Komunistické strany Slovenska, respektive KSČ, poválečný ministr zemědělství a ministr financí.

## Životopis

### Mládí, studium a předválečná činnost
Ve 20. letech v Praze studoval Právnickou fakultu Univerzity Karlovy. V roce 1927 vstoupil do KSČ. Na přelomu 20. a 30. let pak studoval i na Vysoké škole politických, ekonomických a společenských věd v Paříži. Redigoval tehdy časopis Rovnost, vydávaný pro československé dělníky ve Francii. Pro své politické aktivity v komunistickém hnutí ale byl z Francie vypovězen. Působil pak na Slovensku jako komunistický organizátor a novinář.

### V odboji za druhé světové války
Od roku 1938 byl společně s Kolomanem Moškem a Karolem Bacílkem členem ilegálního vedení komunistické strany na Slovensku. Po potlačení Slovenského národního povstání, začátkem roku 1945 byl společně s Viliamem Širokým vězněn v Bratislavě a hrozilo jim, že se dostanou do rukou gestapa. Podařilo se jim utéct, podle některých pramenů i díky pomoci tehdejšího předsedy vlády dr. Štefana Tisa. Podle jiného zdroje byl vězněn po celé období let 1941–1945. Po rozsudku byl ve vězení krajského soudu v Bratislavě. Od května do září 1943 tu byl jeho spoluvězněm další významný představitel slovenského komunistického odboje, Ján Púll. Na Ďuriše vzpomínal později jako na člověka s nelehkou povahou, ve které se objevovaly rysy panovačnosti, bezohlednosti a tvrdosti. Zároveň si ho ale vážil jako profesionálního revolucionáře a marxisty.
Právník Anton Rašla s vazbami na odboj zase, podle vzpomínek Ladislava Šimoviče, vyčítal Ďurišovi lehkomyslnost, se kterou prováděl za války své ilegální aktivity. V době slovenského státu, když po Ďurišovi pátrala tajná policie, mu Rašla opatřil tajný byt. Ďuriš potom ale nedodržoval pravidla konspirace a pobytu. Své následné zatčení si tak měl zavinit zčásti sám.

### Vrchol politické kariéry po roce 1945
Od 4. dubna 1945 byl ministrem zemědělství ve vládě Zdeňka Fierliengera, první československé vládě na osvobozeném území. Ministrem zemědělství zůstal v následující druhé vládě Zdeňka Fierlingera a udržel se zde i po únorovém převratu v první i druhé vládě Klementa Gottwalda a vládě Antonína Zápotockého, která nastoupila po Gottwaldově zvolení prezidentem republiky. Funkci zastával nepřetržitě až do 10. září 1951.
V této politické funkci se v poválečných letech podílel na pozemkové reformě a přidělování půdy konfiskované Němcům, Maďarům, kolaborantům a zrádcům. Významně se podílel na komunistickém volebním úspěchu na českém venkově v roce 1946. 4. dubna 1947 vyhlásil Ďuriš na schůzi okresní organizace Jednotného svazu českých zemědělců v Hradci Králové program masivní změny vlastnictví půdy (tzv. Hradecký program). Měl dokončit a překonat prvorepublikovou pozemkovou reformu. Mělo dojít k parcelaci pozemkové držby nad 50 hektarů, zavést jednotnou zemědělskou daň, celostátní systém pojištění zemědělců, nové úvěrové podmínky a podpořit mechanizaci. V této době se v souladu s linií KSČ vyslovoval proti násilné kolektivizaci po sovětském vzoru. Naopak podporoval vznik široké vrstvy nových samostatných zemědělců. Po únorovém převratu ovšem již roku 1949 začal coby ministr tlačit na zakládání jednotných zemědělských družstev.
Po odchodu z československé vlády přešel na post předsedy slovenského Sboru pověřenců, jímž byl od 11. září 1951 do 31. ledna 1953.
Do centrální vlády se vrátil 31. ledna 1953, kdy byl jmenován ministrem lesů a dřevařského průmyslu. Funkci zastával do 14. září 1953. Následně přešel na významný vládní post. Od 14. září 1953 do 20. září 1963 byl ministrem financí v první, druhé i třetí vládě Viliama Širokého.
Zastával i významné stranické funkce. V období let 1945–1954 byl členem Ústředního výboru KSS a v letech 1945–1953 i členem předsednictva ÚV KSS. 8. dubna 1945 byl rovněž zvolen členem prozatímního Ústředního výboru Komunistické strany Československa. Ve funkci ho potvrdil IX. sjezd KSČ, X. sjezd KSČ, XI. sjezd KSČ a XII. sjezd KSČ. Z ÚV KSČ byl odvolán v září 1963. Od září 1945 do června 1954 byl členem předsednictva ÚV KSČ a v roce 1948 i členem užšího předsednictva ÚV KSČ.
Dlouhodobě zasedal i v zákonodárných sborech. V srpnu 1945 byl delegáty národních výborů zvolen za poslance Slovenské národní rady. Zasedal zde do roku 1946. Slib složil na 14. schůzi SNR, 26. listopadu 1945.
Ani Július Ďuriš neodolal touze, aby jeho jméno bylo zvěčněno. V červnu 1948 se zúčastnil slavnostního přejmenování národního podniku Perun v Praze-Karlíně na závod Júlia Ďuriše.
V letech 1945–1946 byl poslancem Prozatímního Národního shromáždění. V parlamentních volbách roku 1946 byl za KSS zvolen do Ústavodárného Národního shromáždění. Ve volbách roku 1948 se stal poslancem Národního shromáždění a opět i ve volbách roku 1954 (obvod Košice-venkov I). Ve volbách roku 1960 byl zvolen opětovně, nyní do Národního shromáždění Československé socialistické republiky, nyní za volební obvod Jihomoravský kraj. Na poslanecký mandát rezignoval 20. září 1963.
V roce 1955 mu byl udělen Řád republiky. Ladislav Šimovič, československý diplomat a státní úředník, na Ďuriše vzpomínal zpětně v roce 2005 jako na člověka, který měl v poválečné době pověst nedůvěřivého, podezřívavého a neústupného politika, který často tvrdě prosazoval své názory a byl přísným nadřízeným. Například politik Ján Čech ztratil po neshodách s Ďurišem post předsedy Osidlovacího úřadu a později poslán do Prahy na méně významnou úřednickou pozici. Politička Gertruda Sekaninová-Čakrtová zase uváděla Ďuriše jako nepřímého viníka sebevraždy jejího manžela. Kazimír Čakrt pracoval jako úředník na ministerstvu financí a byl vyšetřován v souvislosti s údajnou špionáží a finančních machinacích, kterých se měl dopustit jeho bratranec Jan Čakrt. Ďuriš se ho nikdy nezastal. Blízkým Ďurišovým spolupracovníkem na ministerstvu byl jeho osobní tajemník Frico Hemelka.

### Nucený odchod z politiky
Jeho politická kariéra skončila náhle roku 1963, kdy byl pro spory s prezidentem Antonínem Novotným odvolán ze všech funkcí. V roce 1970 byl vyloučen z KSČ pro podporu politiky pražského jara. Tehdy se s ním sblížil Ladislav Šimovič, rovněž postižený normalizačními čistkami, který vzpomínal, že v této době Ďuriš působil zcela jiným dojmem než dříve jako mocný ministr. Zajímal se o politickou situaci, poslouchal vysílání Svobodné Evropy a Hlasu Ameriky (maďarskou redakci, jejíž vysílání nebylo rušeno). Názorově trval na reformách z roku 1968. V 70. letech se nepřipojil k Chartě 77, ale její prohlášení sledoval a komentoval. Ostře nesouhlasil s politikou Gustáva Husáka, naopak sebekriticky hodnotil své postoje vůči Vladimírovi Clementisovi, jenž byl počátkem 50. let popraven. Vcelku ale svou roli v totalitní politice 50. let upozaďoval. Mezi nepočetný okruh lidí, kteří se s ním tehdy stýkali, patřili třeba Gertruda Sekaninová-Čakrtová, bývalí náměstci Bohumil Sucharda a Leopold Lér, národní umělkyně Julie Horová nebo lékař z Krče Oskar Topol. V posledních letech, po smrti manželky Ely, kdy trpěl zhoršující se nemocí, ho navštěvovali Ladislav Šimovič a Ján Púll.
Zemřel 18. února 1986 v Praze (v nemocnici v Krči) a urna s jeho popelem je uložená v hrobě v rodných Rovňanech. Ladislav Šimovič a Ján Púll byli vykonavateli jeho závěti a organizovali pohřeb i uložení urny v Rovňanech. Tři dny po jeho úmrtí prohledala Státní bezpečnost Ďurišův byt.